# Rodrigo Rodrigues
Rodrigo de Oliveira Rodrigues (Rio de Janeiro, 18 de abril de 1975 — Rio de Janeiro, 28 de julho de 2020) foi um jornalista esportivo, músico e escritor brasileiro.

## Carreira

### Televisão
Em 1990, Rodrigo tentou a sorte como jogador de futebol, participando de uma "peneira" no Flamengo.
Começou a carreira na TV em 1995, apresentando o quadro Teentrevista do programa Convocação Geral, na época exibido pela Rede Vida, onde ficou até fins de 1996.
Em 1997 trocou o curso de Educação Artística da UERJ pelo de Jornalismo na Faculdade da Cidade, que viria a torna-se o Centro Universitário da Cidade do Rio de Janeiro, hoje extinto. No mesmo ano, ganhou bolsa do Laboratório de TV de faculdade para produzir e apresentar o programa CTV, veiculado no circuito interno do campus até fins de 1998.
No ano seguinte transferiu-se para a Universidade Estácio de Sá, onde apresentou e produziu o programa Clip Brasil. Também foi editor-chefe e repórter do Estácio no Ar, eleito o melhor telejornal universitário do país na EXPOCOM de 1999. Em setembro do mesmo ano, passou a apresentar o programa Caderno U, a revista semanal de comunicação da UTV, Canal Universitário do Rio de Janeiro.
Em 2000, produzido pela Universidade Gama Filho, o Caderno U virou Usina. No mesmo ano e graças ao programa, Rodrigo foi convidado pelo publicitário Roberto Medina para integrar a produção do Rock in Rio III, como produtor e repórter da TV Mundo Melhor.
Já em 2001, recebeu convite do jornalista e crítico de TV Gabriel Priolli para fazer parte da equipe do programa Vitrine, da TV Cultura, na época apresentado por Marcelo Tas. Ficou até 2003, quando deixou a emissora. Em 2004, foi repórter do programa Cor de Rosa, no SBT, onde participou pela primeira vez do Teleton.
Mudou-se para a Rede Bandeirantes em 2005, onde atuou como repórter do programa De Olho nas Estrelas, apresentado por Leão Lobo. No mesmo ano recebeu convite para voltar ao Vitrine, dessa vez como apresentador, ao lado de Sabrina Parlatore. Ainda em 2005 apresentou o Festival Cultura e participou do Teleton pela segunda vez.
Em 2006 foi escalado por Albino Castro para ancorar, ao lado de Maria Júlia Coutinho, o Cultura Meio-Dia na TV Cultura. Deixou o jornal em setembro do mesmo ano, permanecendo no comando do Vitrine, de onde saiu em dezembro de 2010.
No dia 17 de janeiro de 2011, estreou como apresentador do Bate-Bola 2.ª edição na ESPN Brasil.
Em 2014 assinou contrato com a TV Gazeta, onde apresentou o Ouça!, programa sobre música em exibições semanais.
Em julho de 2015, ele voltou a ESPN Brasil para apresentar o "Resenha ESPN", programa dominical de debates com nomes do Futebol Brasileiro. Em julho de 2016, Rodrigo deixou a ESPN Brasil. Em agosto de 2016, retornou pela segunda vez a TV Gazeta, onde apresentou o programa 5 Discos. Trabalhou também na Rádio Globo.
Pouco mais de um ano depois, em dezembro de 2017, foi anunciado como novo contratado do Esporte Interativo, onde apresentou um novo talk-show. Em 29 de janeiro de 2018 estreou no comando do programa De Placa no canal Esporte Interativo. Em dezembro deixou o Esporte Interativo (onde estava atuando inclusive mesmo com o fim dos canais EI) e em 11 de janeiro de 2019 foi contratado pelo SporTV. Em 27 de abril passou a ser apresentador eventual do Globo Esporte em São Paulo. Já no dia 27 de agosto, passou a apresentar o Troca de Passes, no mesmo canal.

### Música
Em 2008, Rodrigo tirou da gaveta um projeto musical guardado desde os tempos de colégio: uma banda de trilhas sonoras de cinema, The Soundtrackers. O grupo fez o primeiro show em julho do mesmo ano e seguiu fazendo a trilha de eventos corporativos, festas fechadas e até casamentos.

### Literatura
Em 2009, Rodrigo lançou seu primeiro livro pela Ediouro, As Aventuras da Blitz, que conta a história do grupo liderado por Evandro Mesquita, responsável pelo início do que hoje se chama de "Rock Brasil" ou "BRock".
Em 2012, veio seu segundo livro, Almanaque da Música Pop no Cinema, pela editora LeYa.
Em 2014, lançou o livro London London, um guia para conhecer a cidade de Londres utilizando o metrô. No ano de 2016, deu sequência ao projeto e lançou o livro Paris Paris voltado para pessoas que querem descobrir Paris por seu metrô.

## Vida pessoal

### Doença e morte
Rodrigo Rodrigues precisou se afastar das atividades profissionais em meados de julho de 2020, por ter sido diagnosticado com COVID-19, permanecendo em sua residência. Em 25 de julho, duas semanas depois do diagnóstico, foi internado no Rio de Janeiro depois de se sentir mal. Os exames clínicos revelaram uma trombose venosa cerebral.
Rodrigo morreu aos 45 anos, no dia 28 de julho, depois de complicações decorrentes de uma cirurgia para controlar a trombose. Deixou um filho de 24 anos, que nunca havia conhecido. Também nunca havia revelado ao público esse fato, que foi divulgado pela família só depois de sua morte.

## Discografia
Com The Soundtrackers
- 2010 - Os Tocadores de Trilhas - Ao Vivo
- 2016 - Os Tocadores de Trilhas: Naked II (EP)
- 2018 - Os Tocadores de Trilhas: Naked III (EP)

## Trabalhos na TV
| Ano(s)    | Programa             | Função                              | Canal              |
| --------- | -------------------- | ----------------------------------- | ------------------ |
| 1995–1996 | Convocação Geral     | Apresentador do quadro Teentrevista | Rede Vida          |
| 2001–2003 | Vitrine              | Repórter                            | TV Cultura         |
| 2004      | Programa Cor-de-Rosa | Repórter                            | SBT                |
| 2005      | De Olho nas Estrelas | Repórter                            | Rede Bandeirantes  |
| 2005      | Vitrine              | Apresentador                        | TV Cultura         |
| 2005      | Festival Cultura     | Apresentador                        | TV Cultura         |
| 2006      | Cultura Meio-Dia     | Apresentador                        | TV Cultura         |
| 2006–2010 | Vitrine              | Apresentador                        | TV Cultura         |
| 2011–2014 | Bate-Bola 2.ª edição | Apresentador                        | ESPN Brasil        |
| 2014      | Ouça!                | Apresentador                        | TV Gazeta          |
| 2015–2016 | Resenha ESPN         | Apresentador                        | ESPN Brasil        |
| 2016      | 5 Discos             | Apresentador                        | TV Gazeta          |
| 2017      | De Placa             | Apresentador                        | Esporte Interativo |
| 2019–2020 | Troca de Passes      | Apresentador                        | SporTV             |
| 2019–2020 | Globo Esporte SP     | Apresentador eventual               | TV Globo           |